# Морис Кери Блејк
Морис Кери Блејк (20. октобар 1815 – 26. септембар 1897) био је 19. градоначелник Сан Франциска, на дужности је био од 5. децембра 1881. до 7. јануара 1883. године.
Блејк је рођен 20. октобра 1815. године у Отисвилу (Мејн). Након што је дипломирао на Бовдоин Колеџу, дошао је у Сан Франциско 1853. године. Постао је адвокат у Калифорнији и тамо се бавио правом. Прво је постао окружни судија, а затим и јавни бележник. У исто време 1857. године, био је члан државне скупштине Калифорније до 1858. године. Године 1881. постао је градоначелник Сан Франциска и био је на функцији само две године. Само годину дана након што је напустио функцију, постао је делегат Републиканске националне конвенције 1884. године. Блејк је преминуо од срчаног удара у Сан Франциску 26. септембра 1897. године.
Сахрањен је на гробљу у Сан Рафелу (Калифорнија).